# Anthony Wong Chau-sang

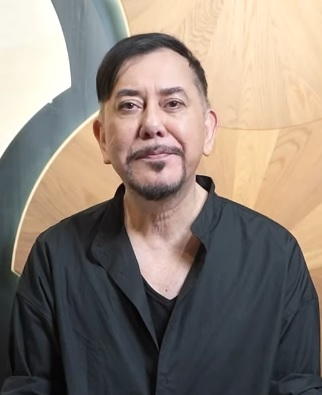
Anthony Wong – 黃秋生, 2022

Anthony Wong Chau-sang (chinesisch 黃秋生 / 黄秋生, Pinyin Huáng Qiūshēng, Jyutping Wong4 Cau1sang1, kantonesisch Wong Chau-sang; * 2. September 1961 in Hongkong) ist ein Schauspieler, Regisseur und Musiker aus Hongkong mit chinesisch-britischen Wurzeln. Er gilt als einer der renommiertesten Charakterdarsteller Hongkongs und hat zahlreiche Preise gewonnen. Insgesamt war er 18 Mal als bester Schauspieler nominiert, 16 Mal hat er einen Preis für sein Schauspiel gewonnen. Im Westen ist Anthony Wong durch die Infernal-Affairs-Trilogie, Hard Boiled von John Woo und seine Zusammenarbeit mit dem Regisseur Johnnie To bekannt geworden. Bisher hat er in über 198 Produktionen mitgespielt.

## Biografie
Anthony Wong wurde als Sohn des britischen Kolonialbeamten Frederick William Perry (Royal Air Force) und der Chinesin Wong Juen-yee (黃尊儀) aus Taishan als Anthony William Perry geboren. Der Vater verließ die Familie als Anthony vier Jahre alt war, deswegen übernahm er den Nachnamen seiner Mutter. In der Schule wurde er auf Grund seiner Gweilo-Herkunft häufig gehänselt. Diese Erfahrungen verarbeitete er später in den Texten seiner Lieder.
Anthony Wong begann seine Schauspielkarriere im Alter von 21 Jahren durch ein Trainingsprogramm des TV-Senders ATV (Asia Television). Danach genoss er eine Ausbildung an der Hong Kong Academy for Performing Arts. Wie viele andere seiner Kollegen trat er in Serien des TV-Senders TVB (Television Broadcasts, 電視廣播有限公司) auf, bevor er den Sprung auf die Kinoleinwand schaffte. Seine erste größere Rolle bot ihm die Shaw Brothers Produktion My Name Ain't Suzie (1985).
Erst der Kategorie III-Schocker The Untold Story (1993) und der Actionfilm Hard Boiled (1992) von John Woo ermöglichten ihm jedoch den Durchbruch zum Star. Für die Rolle des Serienmörders Wong Chi Hang in The Untold Story gewann Anthony Wong u. a. den Hong Kong Film Award als bester Hauptdarsteller.
In den neunziger Jahren übernahm er weitere Hauptrollen in Kategorie III-Schockern wie beispielsweise Ebola Syndrome (1996) oder in Actionfilmen wie Rock n' Roll Cop (1994) und glänzte mit Nebenrollen in Blockbustern, wie der Young and Dangerous-Reihe zum Thema Triaden vom Regisseur Andrew Lau. Einen weiteren Höhepunkt seiner Karriere markierte der Cop-Thriller Beast Cops (1998), der ihm seinen zweiten Hong Kong Film Award einbrachte. Der von den Kritikern gefeierte Film markierte ein Comeback für Wong, der zuvor an einer schweren Schilddrüsenfehlfunktion erkrankt war.
Ein Jahr später drehte Wong zusammen mit anderen Hongkong-Größen, wie Francis Ng und Simon Yam, den Gangsterfilm The Mission – Ihr Geschäft ist der Tod (1999), seine fünfte Zusammenarbeit mit Erfolgs-Regisseur Johnnie To. Das neue Jahrtausend brachte noch einmal eine Steigerung seiner Popularität, als er die Rolle des Polizisten SP Wong in der überaus erfolgreichen Infernal Affairs-Trilogie übernahm.
Seitdem taucht Wong auch hin und wieder in internationalen Produktionen auf, wie in der Literaturverfilmung Der bunte Schleier (2006) mit Edward Norton und Naomi Watts und im dritten Teil der Mumie-Reihe Die Mumie: Das Grabmal des Drachenkaisers (2008).
Anthony Wong ist bekannt für seine ambivalente Rollenwahl, bei der sich Billigproduktionen von Wong Jing abwechseln mit künstlerisch hochwertigen Filmen von Ann Hui und Sylvia Chang oder Blockbustern von Andrew Lau. Gefeiert und vielfach ausgezeichnet wurde er für seine extreme Wandlungsfähigkeit, ob er nun psychopathische Killer spielt, korrupte Polizisten oder liebenswerte Vaterfiguren. Dabei spart er abseits der Filmkameras nie mit Kritik an seiner heimischen Filmindustrie und dem Entertainmentkreis in Hongkong.

## Trivia
Wenn er nicht gerade Filme dreht, steht Anthony Wong auf der Theaterbühne, treibt Boxsport oder nimmt Punk-Rock-Alben auf. Seine Liebe zur Musik und zum Boxen liegt an den Wurzeln seiner Familie väterlicherseits, die Wong durch der kaum geglaubte Wiedervereinigung mit seinen australisch-britischen Familie 2018 feststellen konnte.

## Filmografie (Auswahl)

### Schauspieler
| - 1985: My Name Ain't Suzie - 1989: Ninja Evil Strike - 1989: News Attack - 1989: How to Be a Millionaire - 1990: The Set Up - 1990: No Risk, No Gain - 1990: The Big Score - 1990: When Fortune smiles - 1991: Casino Raiders II - 1991: Erotic Ghost Story II - 1992: Now You See Love… Now You Don't - 1992: Cover Hard - 1992: Hard Boiled - 1993: The Untold Story - 1993: A Moment of Romance II - 1993: The Heroic Trio - 1993: Taxi Hunter - 1993: Love To Kill - 1993: Executioners - 1993: Lamb Killer - 1993: The Underground Banker - 1993: Daughter of Darkness - 1994: Organized Crime & Triad Bureau - 1994: Brother of Darkness - 1994: Rock N'Roll Cop - 1994: Cop Image - 1995: Young and Dangerous - 1995: New Tenant - 1996: Young and Dangerous 2 - 1996: Young and Dangerous 3 - 1996: Top Banana Club - 1996: Ebola Syndrome - 1996: Big Bullet - 1996: Mongkok Story - 1996: Black Mask - 1996: Viva Erotica - 1997: Young and Dangerous 4 - 1997: Teaching Sucks! - 1997: Option Zero - 1998: Beast Cops - 1998: Young and Dangerous 5 - 1998: The Group - 1998: Mr. Wai-go - 1998: The Storm Riders - 1998: The Untold Story 2 - 1999: Metade Fumaca (Ban zhi yan) - 1999: The Legendary 'Tai Fei' - 1999: Raped by an Angel 4: The Raper's Union - 1999: Ordinary Heroes - 1999: A Man Called Hero - 1999: The Mission – Ihr Geschäft ist der Tod | - 2000: Baroness - 2000: Hong Kong History X - 2000: Time and Tide - 2000: Jiang Hu - The Triad Zone - 2000: Gen-Y Cops - 2001: Runaway - 2001: My life as McDull - 2001: The Legend of a Professional - 2001: Visible Secret - 2002: Fighting to Survive - 2002: U-Man - 2002: Princess-D - 2002: Just One Look - 2002: Infernal Affairs - 2003: Cat and Mouse - 2003: Colour of the Truth - 2003: The Twins Effect - 2003: Das Medaillon - 2003: Infernal Affairs II - 2003: Infernal Affairs III - 2004: 20: 30: 40 - 2004: McDull, Prince de la Bun - 2004: A-1 Headline - 2005: Slim Till Dead - 2005: House of Fury - 2005: 2 Young - 2005: Initial D - 2006: McDull, The Alumni - 2006: Exiled - 2006: Der bunte Schleier - 2006: Isabella - 2007: Secret - 2007: The Sun Also Rises - 2008: The Underdog Knight - 2008: Die Mumie: Das Grabmal des Drachenkaisers - 2010: Mask of the Ninja - 2009: Vengeance - 2009: The Last Night of Madame Chin - 2010: Legend of the Fist (Jing wu feng yun: Chen Zhen) - 2010: Dream Home - 2012: Motorway - 2013: Ip Man: The Final Fight - 2014: Gangster Payday - 2016: Heaven in the Dark - 2016: The Mobfathers - 2017: Cook Up A Storm - 2017: The Sleep Curse - 2017: 77 Heartbreaks - 2018: Still Human - 2019: A Home with a View - 2020: Declared Legally Dead - 2024: Emmanuelle |

Quelle: Hong Kong Movie Database

### Regisseur
- 1995: New Tenant
- 1996: Top Banana Club

Quelle: Hong Kong Movie Database

## Auszeichnungen (Auswahl)

### Golden Horse Film Festival
- 2002 – Preis Bester Nebendarsteller, für Princess-D
- 2003 – Preis Bester Nebendarsteller, für Infernal Affairs
- 2005 – Preis Bester Nebendarsteller, für Initial D

### Hong Kong Film Awards
- 1993 – Nominierung Bester Nebendarsteller, für Now You See Love… Now You Don't
- 1994 – Nominierung Bester Nebendarsteller, für Legal Innocence
- 1994 – Preis Bester Hauptdarsteller, für The Untold Story
- 1999 – Preis Bester Hauptdarsteller, für Beast Cops
- 2000 – Nominierung Bester Hauptdarsteller, für Ordinary Heroes
- 2003 – Preis Bester Nebendarsteller, für Infernal Affairs
- 2003 – Nominierung Bester Nebendarsteller, für Just One Look
- 2003 – Nominierung Bester Nebendarsteller, für Princess-D
- 2006 – Preis Bester Nebendarsteller, für Initial D

Quelle: Internet Movie Database